# Montalto Ligure
Montalto Ligure es una localidad y comune italiana de la provincia de Imperia, región de Liguria, con 366 habitantes.

## Evolución demográfica
| Gráfica de evolución demográfica de Montalto Ligure entre 1861 y 2001 |
|                                                                       |
| Fuente ISTAT - elaboración gráfica de Wikipedia                       |